# Symplocos ulotricha
Symplocos ulotricha là một loài thực vật có hoa trong họ Dung. Loài này được Ling miêu tả khoa học đầu tiên năm 1951.